# Рак (река)
Рак — река, большей частью подземная, в юго-западной Словении, находится в котловине Раков-Шкоцьян, лежащей на высоте около 505—507 м над уровнем моря.
Долина реки расположена между горами Великий Рован (946 м) хребта Яворник, Сканшки-Грич (702 м) и Надлишчек (708 м), сложена меловыми известняками. Длина долины — около 3 км, ширина достигает 1 км, по другой оценке её размеры — 3,5 на 1,5 км. Долина состоит из трёх частей. Верхняя, в которой река появляется на поверхность на высоте 505 м над уровнем моря (по другим данным — 504 м), имеет размеры около 300 на 100 м. Её дно выстлано аллювиальными отложениями.
Вторая, средняя, часть, соединена с верхней узким порожистым каньоном шириной около 10 м. Её размеры — около 800 на 200 м. Дно выстлано аллювиальными отложениями. В этой части ширина Рака составляет около 15 м, глубина — до 3 м. Река уходит в карстовую воронку в нижней, западной, части долины, на высоте 496 м.
С правого берега в Рак впадет приток Котел, появляющийся из короткой и глубокой полукруглой котловины. Всего имеется шесть относительно крупных притоков-родников.
Третья часть долины представляет собой небольшую котловину, расположенную западнее второй части. Вода Рака попадает в неё по поверхности только во времена паводков.
Рак питается водами озера Церкница и сбрасывает их в Планинское карстовое поле.
Расход воды в истоке Рака во время паводков — около 10 м³/с, в Котле — 15 м³/с.